# Макдоннелл, Эдвард Оррик
Эдвард Оррик Макдоннелл (англ. Edward Orrick McDonnell; 13 ноября 1891, Балтимор, Мэриленд, США — 6 января 1960, Боливия, Северная Каролина, США) — вице-адмирал Военно-морского флота США, кавалер высшей военной награды США — Медали Почёта.

## Биография

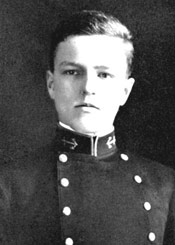
Выпускник Военно-морской академии США

Эдвард Оррик Макдоннелл родился 13 ноября 1891 года в Балтиморе, штат Мэриленд, США. Мать — Багенс Макдоннелл.
В 1912 году Макдоннелл окончил Военно-морскую академию США. Примечательно, что выпускниками того же года стали два будущих кавалера Медали Почёта — Ричард Бэрд и Хью Фрейзер.
В июле 1912 года Макдоннелл поступил на службу в Военно-морской флот США в звании энсина, а затем служил последовательно на «USS New Jersey», «USS Montana», «USS Florida» и «USS Montgomery». В марте 1914 года, в составе экипажа «USS Prairie», участвовал в оккупации Веракруса на территории Мексики. Когда первая лодка с моряками причалила к берегу, Макдоннелл побежал вдоль берега к попавшему в его поле зрения самому высокому зданию, которым оказался Терминал-отель. Во время с 21 по 22 апреля, находясь под постоянным огнём снайперов на открытой крыше здания, Макдоннелл наладил сигнальную станцию и обеспечил эффективную коммуникацию между войсками и кораблями.
За эти героические действия 4 декабря 1915 года Генеральным указом № 177 25-летний Макдоннелл был награждён Медалью Почёта:

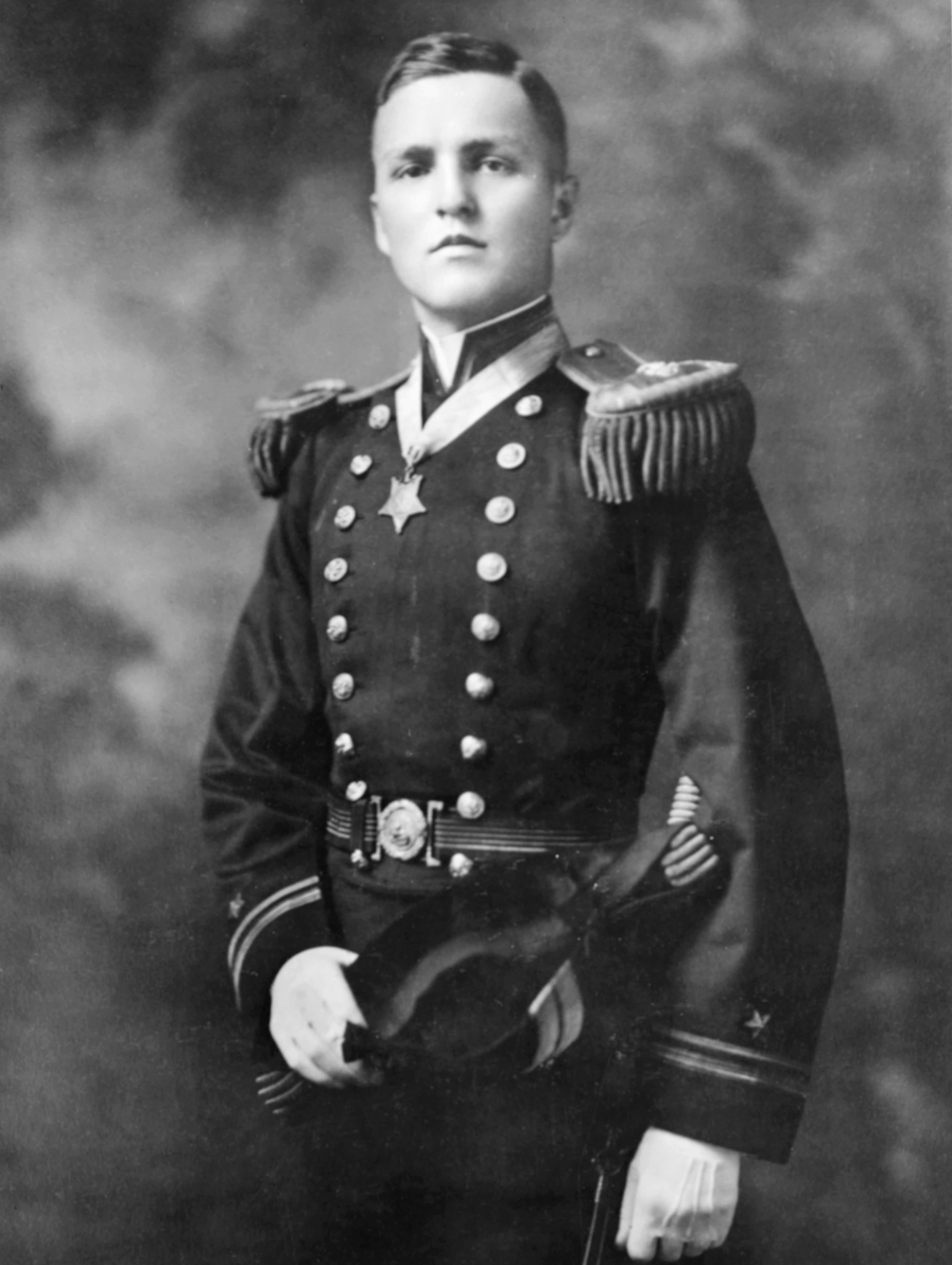
Макдоннелл с Медалью Почёта

Президент Соединённых Штатов Америки, от имени Конгресса, с гордостью представляет Медаль Почёта Энсину Эдварду Оррику Макдоннеллу, Военно-Морской Флот Соединённых Штатов, за необычайный героизм, проявленный в бою, прошедшем в Веракрусе, 21 и 22 апреля 1914 года. Высадившись и закрепившись на крыше Терминал-Отеля, Энс. Макдоннелл установил сигнальную станцию, день и ночь поддерживавшую связь между войсками и кораблями. На этом открытом посту он постоянно находился под огнём. За 2 дня боевых действий с его стороны был убит один человек и 3 ранены. Он продемонстрировал необычайный героизм и поразительное мужество при поддержке своей станции в высшей степени эффективности. Все сигналы были переданы во многом благодаря его героической верности долгу.
Оригинальный текст (англ.)The President of the United States of America, in the name of Congress, takes pleasure in presenting the Medal of Honor to Ensign Edward Orrick McDonnell, United States Navy, for extraordinary heroism in battle, engagements of Vera Cruz, 21 and 22 April 1914. Posted on the roof of the Terminal Hotel and landing, Ens. McDonnell established a signal station there day and night, maintaining communication between troops and ships. At this exposed post he was continually under fire. One man was killed and 3 wounded at his side during the 2 days' fighting. He showed extraordinary heroism and striking courage and maintained his station in the highest degree of efficiency. All signals got through, largely due to his heroic devotion to duty.

После прохождения авиационного обучения в «Wright Company» в Дейтоне (штат Огайо) и лётной подготовки на Военно-морской авиационной станции Пенсаколы (штат Флорида), в марте 1915 года Макдоннелл стал военно-морским лётчиком и остался в Пенсаколе в качестве авиационного инструктора. В июне 1915 года он был возведён в звание лейтенанта младшего класса. В июне 1917 года Макдоннелл стал инструктором на Военно-морской авиационной станции в Хантингтон-Бэй на Лонг-Айленде (штат Нью-Йорк). В июле того же года он был временно повышен в звании до лейтенанта. Во время Первой мировой войны Макдоннел служил в Управлении руководителя военно-морскими операциями в Вашингтоне (округ Колумбия). В конце 1917 года он направил прошение командующему Военно-морскими силами США, действующими в Европейских водах, после чего принял участие в воздушных кампаниях во Франции и Италии.. В связи с этим, за службу в Северной бомбардировочной группе, Макдоннелл был награждён Военно-морским крестом.

В сентябре 1918 года Макдоннелл был временно повышен в звании до лейтенант-коммандера и получил назначение на «USS Texas». 10 марта 1919 года он взлетел на британском истребителе «Sopwith Camel» при помощи специально сконструированной платформы с борта «USS Texas», стоящего на якоре в заливе Гуантанамо у Кубы, став первым человеком в мире, совершившим взлёт на самолёте с линкора.

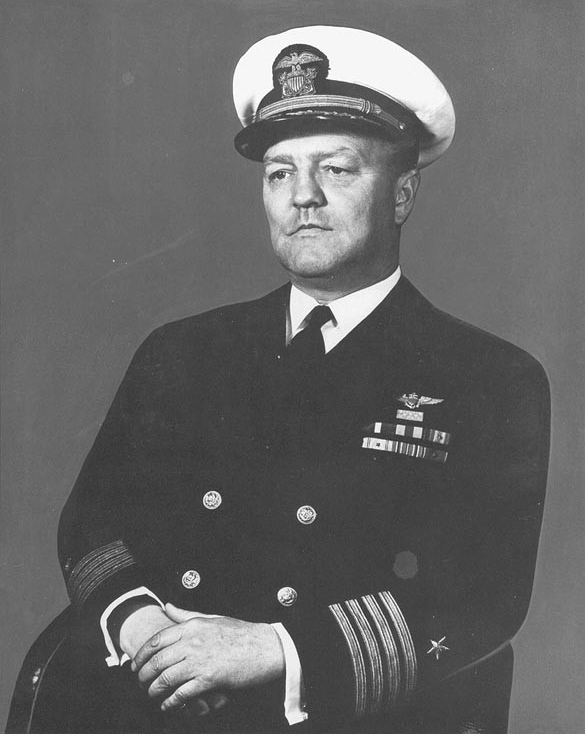
Эдвард О. Макдоннелл, 1940-е годы

В январе 1919 года Макдоннелл поступил в Бюро навигации и Управление военно-морскими операциями. В январе 1920 года он подал в отставку и был зачислен в активный резерв. После этого, Макдоннелл периодически исполнял воинский долг на борту «USS Wright» и на Военно-морской авиационной станции Пенсаколы. После получения звания коммандера в июле 1940 года, он стал военно-морским наблюдателем на первом полёте «Pan American Airways» в Океанию. Находясь в резерве, Макдоннелл вернулся к активной службе, став в октябре того же года сотрудником Бюро аэронавтики в Вашингтоне. В начале 1941 года он был назначен на пост авиационного атташе в Лондоне (Англия), а затем в посольстве США в Пекине (Китай). За участие в множестве опасных полётов на самолётах ВВС Китая в качестве члена Первой авиационной миссии в период с мая по июнь 1941 года над вражеской японской территорией, Макдоннелл был награждён Воздушной медалью.
В июле 1941 года Макдоннелл командовал Военно-морской авиационной станцией в Нью-Йорк-Сити, в то же время занимая пост окружного авиационного офицера в 3-м военно-морском округе. В декабре он был произведен в капитаны, а в следующем году повышен в звании до контр-адмирала. В июне 1943 года он направил прошение коменданту Военно-морского тренировочного центра в Корпус-Кристи (штат Техас) и стал начальником Промежуточного тренировочного командования военно-морской авиации. В мае 1944 года Макдоннелл принял на себя командование «USS Long Island», а затем переведен в команду эскортного авианосца «USS Nehenta Bay». За участие в атаках Третьего флота на японские корабли в Южно-Китайском море в период с 9 по 20 января 1945 года, командующий офицер Макдоннелл был награждён медалью «Бронзовая звезда».
После окончания Второй мировой войны, Макдоннелл занимал должность специального помощника Совета по лётным надбавкам при Управлении заместителя руководителя военно-морскими операциями, а декабре 1945 года был освобожден от исполнения служебных обязанностей. После зачисления в резерв, в декабре 1951 года был повышен в звании до вице-адмирала и ушёл в отставку. В последние годы он был партнёром в нью-йоркской фирме «Hornblower & Weeks», специализирующейся на банковских инвестициях, и владел двумя домами — в Хоуб-Саунде (штат Флорида) и в Милл-Неке (штат Нью-Йорк).

### Смерть

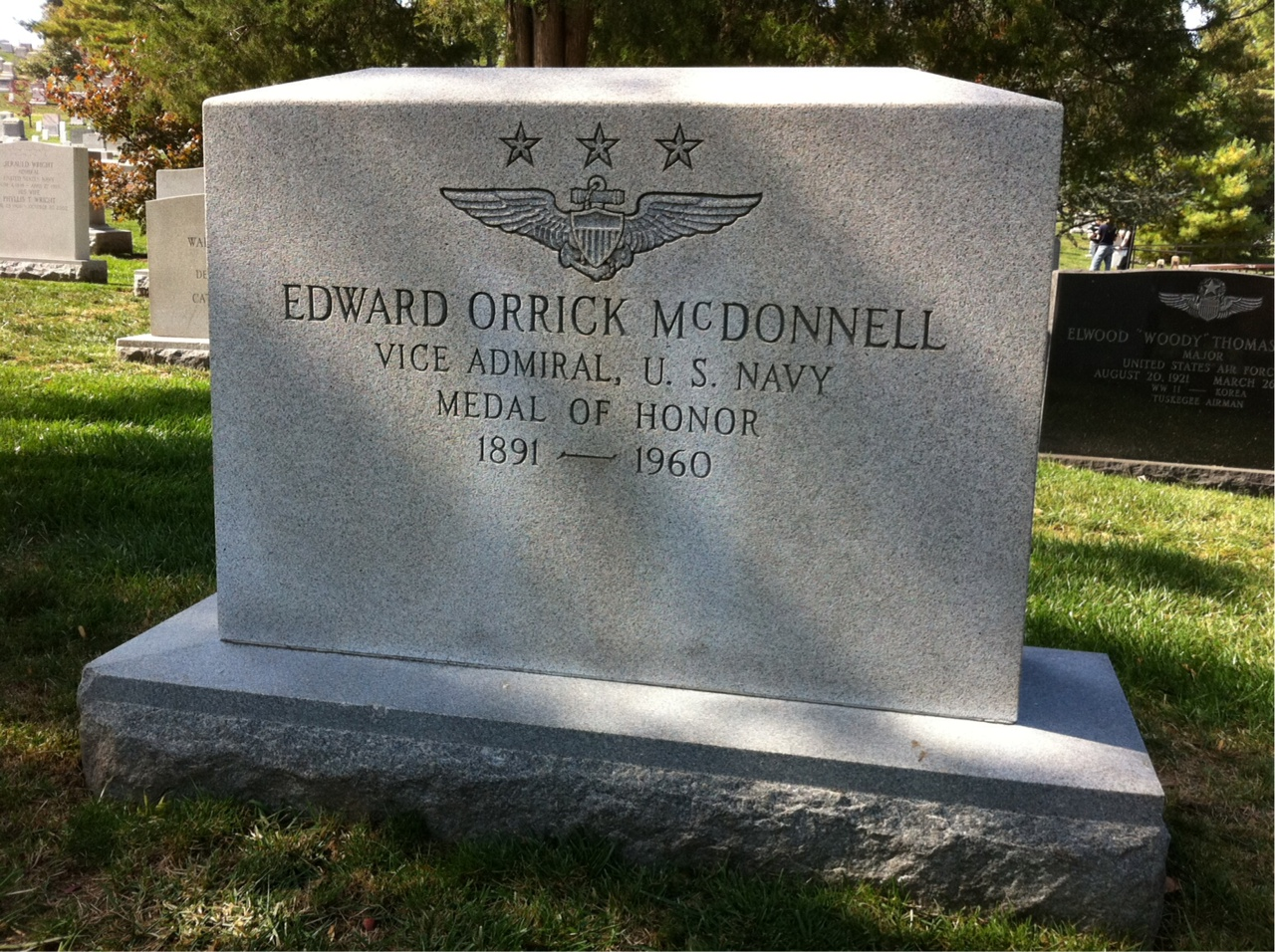
Надгробие на могиле Макдоннелла

Эдвард Оррик Макдоннелл погиб 6 января 1960 года в возрасте 68 лет. Причиной смерти стала катастрофа пассажирского самолёта «Douglas DC-6» коммерческой авиакомпании «National Airlines», совершавшего рейс из Нью-Йорка в Майами. Террорист-одиночка привёл в действие динамитный заряд во время полёта над городом Уилмингтон в округе Брансуик (штат Северная Каролина), и в результате последовавших взрыва и падения самолёта близ города Боливия в том же округе погибли все 34 человека, находившиеся на борту.
Похоронен в могиле № 4955-4 Секции № 2 на Арлингтонском национальном кладбище в округе Арлингтон, штат Виргиния.

## Личная жизнь
Был женат на Хелен Фишер Макдоннелл (15 октября 1894—28 декабря 1978), родом из Милл-Нека на Лонг-Айленде. Две дочери — Энн Клинтон Макдоннелл (27 января 1917—6 апреля 2013; в замужестве Инман) и Ральфина Элизабет Макдоннелл (?—10 сентября 2010; в замужестве Барри), сын — Эдвард Оррик Макдоннелл-младший (?—2 апреля 1943).
Макдоннелл-младший с 1934 по 1939 год учился в школе Святого Павла, где занимался боксом, хоккеем, футболом и баскетболом, был членом библиотечной ассоциации и казначеем немецкого клуба. В 1939 году поступил в Йельский университет, но покинул его на втором году обучения и после нападения на Пёрл-Харбор вступил в Воздушный корпус Армии США, получив 5 августа 1942 года диплом пилота и прибыв в октябре в Северную Африку. 2 апреля 1943 года под Сфаксом у Средиземного моря, в ходе боёв за Тунис, отряд Макдоннелла-младшего, во время его девятой миссии сопровождавший эскадрон истребителей, попал под обстрел вражеского формирования из нескольких самолётов «Messerschmitt». Макдоннелл-младший на самолёте «P-40» шёл слева и попытался отрезать вражеский самолет, находившийся на хвосте своего товарища. Самолёт Макдоннелла-младшего был подбит зенитным огнём, а сам он пропал без вести, спасши своего друга ценой собственной жизни. Макдоннела-младшего признали погибшим в бою и посмертно наградили Воздушной медалью. Кенотафом служит могила его отца на Арлингтонском национальном кладбище.

## Память
В честь Макдоннелла был назван третий фрегат класса «Гарсия» — «USS Edward McDonnell», эксплуатировавшийся с 1965 по 1992 год.

## Награды
| |            |  |  |
| Золотая звезда повторного награждения · Золотая звезда повторного награждения · Золотая звезда повторного награждения | Литера «V» |  |  |
| |            |  |  |
| |            |  |  |
| |            |  |  |
| |            |  |  |

Сверху вниз, слева направо:
- Первый ряд: Медаль Почёта;
- Второй ряд: Военно-морской крест (трижды), Медаль «Бронзовая звезда» с золотой литерой «V»[англ.], Воздушная медаль;
- Третий ряд: Боевая ленточка, Медаль службы в Мексике[англ.], Медаль Победы в Первой мировой войне с планкой[англ.] «АВИАЦИЯ»;
- Четвёртый ряд: Американская медаль оборонной службы с бронзовой литерой «A»[англ.], Медаль «За Американскую кампанию», Медаль «За Азиатско-тихоокеанскую кампанию»;
- Пятый ряд: Медаль Победы во Второй мировой войне, Медаль за службу национальной обороне, Медаль военно-морского резерва[англ.];
- Шестой ряд: Знак военно-морского авиатора[англ.].